# В белых тапочках и в гробу
«В белых тапочках и в гробу» — строчка из стихотворения «Крещение» (1961) советского поэта Николая Анциферова. 
По сюжету «Крещения» молодой шахтёр после производственной ссоры в забое в сердцах представил своего начальника-бригадира в гробу в белых тапочках. Однако их размолвка была недолгой, и уже вечером они помирились. По некоторым сведениям, запоминающийся ироничный образ начальника в гробу «в белых тапочках» восходит к традиции хоронить покойников в белой обуви. К 1960-м годам этот обычай вышел из употребления, что позволило безболезненно шутить на эту тему. Со временем слова из «Крещения» получили широкую известность прежде всего благодаря советскому кинематографу, где неоднократно использовались в различных вариантах. Они стали образным выражением, русским фразеологизмом, часто употребляются в ироничном шутливом, контексте. Варианты фразы применяются в русскоязычных литературе, устной речи, культуре, средствах массовой информации и интернете.

## Происхождение
«Ах ты, думаю, дюжий идол!»

И смеюсь, закусив губу:

— Я сегодня во сне вас видел

В белых тапочках и в гробу. 

Бригадир только стиснул зубы,

Рубанул ещё парой фраз…

Ну, а вечером возле клуба

Увидали в обнимку нас.

Он втолковывал неторопливо:

— В шахте всяко бывает…

Лады? — 

И, поскольку не было пива,

Хватанули фруктовой воды.

Кто б с тех пор ни пытался обидеть,

Будь герой семи пядей во лбу,

Я смеюсь, закусив губу:

«Я во сне вас могу увидеть

В белых тапочках и в гробу».
Николай Анциферов родился в 1930 году в городе Дмитриевск-Сталинский (ныне — Макеевка Донецкой области), в семье с давними шахтёрскими традициями. После окончания горнопромышленного ремесленного училища, начиная с 1947 года работал электрослесарем. Публиковаться начал с 1952 года. В 1956 году увидела свет его дебютная книга — «Дайте срок…» Окончил вечернюю школу; потом поступил в Московский литературный институт имени А. М. Горького, который окончил в 1962 году. После этого остался жить в столице СССР, где руководил отделом поэзии в литературном журнале «Москва».
В 1960 году увидел свет сборник Анциферова «Молчание — не золото», а в 1961 году — «Подарок», где в стихотворении «Крещение» появляются слова, ставшие со временем знаменитыми: «— Я сегодня во сне вас видел // В белых тапочках и в гробу». Сюжет повествует о несходстве двух характеров и их столкновении на работе в забое. Под землёй между бригадиром и новичком-шахтером происходит размолвка, которая благополучно разрешается вечером после смены. Исследователи отмечают иронический характер этих стихов, проникнутых весёлым юмором.
Положительные отзывы о «певце шахтёрского края» оставили поэты Ярослав Смеляков, Николай Асеев, Александр Твардовский; он был дружен с Николаем Рубцовым. Евгений Евтушенко писал о талантливом коллеге, что «Сверкая яростно голубыми глазами, он читал нам стихи, утверждая великое подземное братство». По воспоминаниям друзей, по характеру «шахтёрский поэт» был «порывистый, „заводной“, отчаянный и немножко бесшабашный». Эти черты воплотились и в лирическом герое его поэзии: весёлом и неунывающем шахтёре-работяге, «лукавом и задиристом». Однако не всем критикам такой образ и направленность стихов пришлись по душе. Так, литературовед М. Петровский в статье «Ответственность героя», посвящённой выходу сборника Анциферова «Подарок», отмечал, что центральный персонаж надуман, слишком образцовый. Так, в стихотворении «Крещение» горняк, в частности, не пьёт спиртное («Хватанули фруктовой воды»), незлопамятен, а если у него с кем и происходит конфликт, то «шутя и ненадолго» («Ну, а вечером возле клуба // Увидали в обнимку нас»). Однако другие критики находили такой подход несправедливым, так как он не учитывал изрядную долю юмора поэта к своему лирическому герою, его действиям и обстановке. Так, по наблюдению С. Смирнова произведения Анциферова проникнуты «правдой», в них звучали «молодая страстность и естественная простота»: «В них светился огонёк юмора. В них присутствовала разговорная интонация и афористичность — неотъемлемые элементы сочной народной речи…».
Анциферов умер в 1964 году в полном расцвете творческих сил. Его смерть связывают с алкоголизмом, ставшим причиной безвременной утраты многих русских и советских писателей. Поэт и прозаик Лев Халиф в своих свободных воспоминаниях «ЦДЛ» (1979), опубликованных в эмиграции, писал в этом отношении следующее:
Смерть гребла всех подряд. Хороших и разных. Сановных и рядовых. Колю Анциферова не знали, в чём хоронить. Его знаменитые (в ЦДЛ) строчки: «Лежу я в белых тапочках и в гробу…» всегда вызывали улыбку. Едва ли уместную у гроба их автора. Решили положить его в гроб в шахтёрских ботинках. Благо, «когда-то добывал уголёк».
По мнению исследователей, выражение про «гроб и белые тапочки» стало распространяться в 1960-е годы, когда обычай хоронить в белой обуви стал неактуальным и постепенно забывался, что позволило шутить над этой традицией. «А такой обычай действительно существовал. Покойнику надевали белую обувь, показывая, что он уже на небесах, ему больше не придётся ходить по грязной и грешной земле. Это символ шествия в царствие небесное, пути в вечность, пути на суд божий», — писал по этому поводу Вадим Нестеров в книге «Мемасики временных лет, или Служба поиска авторов цитат». Константин Душенко, автор многочисленных книг, посвящённых происхождению популярных цитат и крылатых слов, отмечал, что вероятнее всего выражение восходит именно к стихотворению Анциферова.

## В культуре

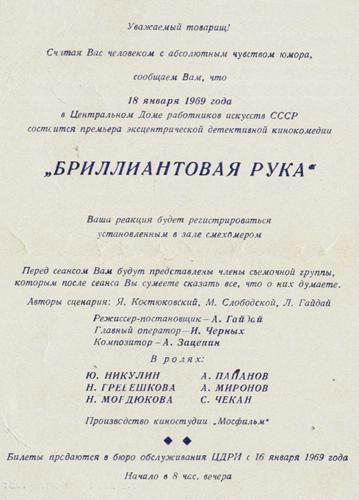
Приглашение на премьеру фильма «Бриллиантовая рука» в ЦДРИ 18 января 1969 года. Именно с комедией Гайдая связывают широкую известность фразы.

Варианты фразы со временем получили распространение в русскоязычных литературе, речевой культуре, средствах массовой информации и интернете. Они рассматриваются как русский фразеологизм, поговорка, просторечное выражение, часто используемое в ироническом, юмористическом плане. В зависимости от контекста и вариантов фраза с использованием элементов из стихотворения Анциферова может означать «выражение резкого недовольства», «презрительного безразличия», в грубо-просторечном значении демонстрацию «презрения, ненависти к кому-либо», свидетельствовать о «полном отсутствии интереса, неуважении, пренебрежении» и т. д.. Фраза цитировалась в литературных произведениях (например, в романах «Демобилизация» Владимира Корнилова и «Остров Крым» Василия Аксёнова), включена в тематический толковый словарь.
Считается, что слова получили широкую известность благодаря советскому кинематографу, где неоднократно использовались в различных вариантах и контексте. Вероятнее всего первой из ряда этих картин стала комедия Леонида Гайдая «Бриллиантовая рука», премьера которой состоялась в 1969 году. По сюжету фильма, аферист Лёлик в исполнении Анатолия Папанова, проклинает во сне своего сообщника Гешу Козодоева, сыгранного Андреем Мироновым, следующими словами: «Чтоб ты сдох! Чтоб я видел тебя в гробу в белых тапках!» В сатирической трагикомедии Эльдара Рязанова «Гараж» (1979) видоизменённую фразу рассерженно произносит директор рынка Кушакова (Анастасия Вознесенская): «Я вашу благодарность видела в гробу в белых тапочках». В телевизионном фильме режиссёра Александра Бланка «Возвращение Будулая» (1985) слова Анциферова звучат таким образом: «Видала я этих хороших, знаешь где, в гробу в белых тапочках». В комедийном детективе Алексея Коренева «Акселератка» (1987) громила Вовчик (Роман Филиппов) произносит реплику: «В гробу я вас всех видел в белых кроссовках». В детективном фильме «Убийство свидетеля» (1990) режиссёра Эдуарда Гаврилова один из главных героев — Владимир Швецов (Борис Шувалов) — отвечает: «Я их в гробу видел. Вместе с тобой».